# ال‌ا کلیونا (۰۳)
ال‌ا کلیونا (۰۳) (به انگلیسی: LÉ Cliona (03)) یک کشتی بود که در سال ۱۹۴۱ ساخته شد.